# السعيد بوحجة
السعيد بوحجة (22 أبريل 1938- 25 نوفمبر 2020) سياسي ومجاهد جزائري، ولد في بلدية أولاد عطية دائرة القل، شغل منصب رئيس المجلس الشعبي الوطني الجزائري، خلفا للعربي ولد خليفة.

## سيرة
ولد في 22 أبريل 1938 في بلدية أولاد عطية بولاية سكيكدة أحد القادة البارزين في حزب جبهة التحرير الوطني، تولى رئاسة عدة مُحافظات في مختلف ولايات حاصل على لسانس في الحقوق.
وهو من الأعضاء الدائمين في اللجنة المركزية، ترأس في عهدة تشريعيات 1997 لجنة العلاقات الخارجية للبرلمان. بعدها تم تعيينه ناطقا رسميا للحزب ومسؤول عن الإعلام.

ترشح في الانتخابات التشريعية الجزائرية 2017 على رأس قائمة حزب جبهة التحرير في ولاية سكيكدة، وخلال أشغال الجلسة الأولى للعهدة التشريعية الثامنة انتخب السعيد بوحجة رئيسا للمجلس الشعبي.

## الوفاة
توفي السعيد بوحجة فجر يوم الأربعاء، 25 نوفمبر 2020، عن عمر ناهز 82 عاما، بعد معاناة طويلة مع المرض بمستشفى مصطفى باشا بالعاصمة الجزائر.

## وصلات خارجية
- مراسم تشييع جثمان المجاهد الراحل السعيد بوحجة بمقبرة العالية على يوتيوب.